# British Columbia Highway 27
Mit einer Länge von 61 km gehört der British Columbia Highway 27 zu den kürzeren Highways in British Columbia, Kanada. Der Highway führt vom Highway 16 bei Vanderhoof nach Norden, nach Fort St. James.

## Streckenverlauf
Etwa zwei Kilometer westlich von Vanderhoof zweigt die Route des Highway 27 vom Highway 16, der Yellowhead Highway, nach Norden ab. Nach vier Kilometer wird der Nechako River überquert, der Highway verläuft weiter nach Norden, ohne größere Ansiedlungen zu kreuzen. Nach weiteren 46 km wird der Stuart River, der Abfluss des Stuart Lakes überquert. Zwei Kilometer weiter verläuft die Gemeindegrenze von Fort St. James, dem nördlichen Endpunkt des Highways. Der Highway führt durch die gesamte Gemeinde und endet erst mit der nördlichen Gemeindegrenze. Die Straße teilt sich in zwei untergeordnete Straßen auf, von denen eine (mit dem Namen North Road) weiter zum Highway 97 (ca. 140 km) und die andere als Teardrop Rd. zum Chief Lake (ca. 120 km) führt.